# 100 великих экономистов до Кейнса
«Великие экономисты до Кейнса: знакомство с жизнью и трудами 100 экономистов прошлого» (англ. Great Economists Before Keynes: A Introduction to the Lives and Works of 100 Economists of the Past) — произведение британского историка экономической науки М. Блауга (1986), переиздана на русском языке в 2005 году.

## Содержание книги
Британский историк экономической мысли Марк Блауг описывает биографию 100 наиболее известных экономистов, которые внесли вклад в экономику до Дж. М. Кейнса. Он показывает идеи этих экономистов и важнейшие обсуждения их эпохи.
В предисловии М. Блауг отмечает субъективность своего выбора, но считает, что если бы среди экономистов было проведено голосование, то 90 или 95 человек из его списка попали бы в число великих. Каждая статья в книге состоит из нескольких блоков: сначала анализируются основные идеи учёного, рассматриваются его основные произведения, а окончание посвящено биографии экономиста.
Книга является продолжением опубликованной в 1985 году книги «Великие экономисты после Кейнса» и входят в программы изучения курсов Истории экономических учений
и Истории экономической мысли ряда ВУЗов страны и мира.
Марк Блауг рассказывает об авторах знаменитых концепций и их жизненный путь в непринуждённой и занимательной форме, собрав ровно сотню таких увлекательных рассказов.
В русском переводе книга опубликована под названием «100 великих экономистов до Кейнса» (СПб.: Экономическая школа, 2005) и имеет следующий список экономистов:
1. Альбер Афтальон
2. Энрике Бароне
3. Фредерик Бастиа
4. Самуэль Бэйли
5. Ойген фон Бем-Баверк
6. Джереми Бентам
7. Даниил Бернулли
8. Эдуард Бернштейн
9. Ладислаус Борткевич
10. Артур Боули
11. Чарльз Бэббидж
12. Уолтер Бейджхот
13. Леон Вальрас
14. Альфред Вебер
15. Макс Вебер
16. Торстей Веблен
17. Фридрих фон Визер
18. Кнут Виксель
19. Фернандо Галиани
20. Рудольф Гильфердинг
21. Джон Гобсон
22. Герман Генрих Госсен
23. Чарльз Давенант
24. Уильям Стэнли Джевонс
25. Ричард Джонс
26. Генри Джордж
27. Жюль Дюпюи
28. Клеман Жугляр
29. Вернер Зомбарт
30. Уильям Каннингем
31. Ричард Кантильон
32. Густав Кассель
33. Джон Мейнард Кейнс
34. Джон Невилл Кейнс
35. Франсуа Кенэ
36. Джон Кэрнс
37. Джон Бейтс Кларк
38. Джон Морис Кларк
39. Джон Клэпем
40. Джон Коммонс
41. Николай Кондратьев
42. Огюст Курно
43. Генри Кэри
44. Оскар Ланге
45. Вильгельм Лаунхардт
46. Томас Клифф Лесли
47. Фридрих Лист
48. Джон Ло
49. Джеймс Лодердейл
50. Джон Локк
51. Самуэль Лонгфилд
52. Роза Люксембург
53. Джон Мак-Куллох
54. Томас Мальтус
55. Томас Ман
56. Ханс фон Мангольдт
57. Бернард де Мандевиль
58. Карл Маркс
59. Альфред Маршалл
60. Карл Менгер
61. Джон Стюарт Милль
62. Уэсли Митчелл
63. Генри Мур
64. Дадли Норт
65. Саймон Ньюкомб
66. Роберт Оуэн
67. Вильфредо Парето
68. Уильям Петти
69. Артур Пигу
70. Пьер Жозеф Прудон
71. Давид Рикардо
72. Деннис Робертсон
73. Вильгельм Рошер
74. Джон Ре
75. Генри Саймонс
76. Эдвин Селигмен
77. Нассау Сениор
78. Анри Сен-Симон
79. Генри Сиджуик
80. Шарль де Сисмонди
81. Евгений Слуцкий
82. Адам Смит
83. Джеймс Стюарт
84. Жан Батист Сэй
85. Генри Торнтон
86. Рогберт Торренс
87. Томас Тук
88. Иоганн фон Тюнен
89. Анн Тюрго
90. Филипп Уикстид
91. Эдвард Уэйкфилд
92. Франк Феттер
93. Ирвинг Фишер
94. Эдвард Чемберлин
95. Густав Шмоллер
96. Артур Шпитгоф
97. Йозеф Шумпетер
98. Фрэнсис Эджуорт
99. Ричард Эли
100. Дэвид Юм

## Издания на русском языке
- Блауг М. 100 великих экономистов до Кейнса = Great Economists Before Keynes: A Introduction to the Lives and Works of 100 Economists of the Past. — Экономическая школа, 2005. — 704 с. — ISBN 5-902402-11-5.
- Блауг М. 100 великих экономистов до Кейнса = Great Economists before Keynes: An introduction to the lives & works of one hundred great economists of the past. — СПб.: Экономикус, 2008. — 352 с. — (Библиотека «Экономической школы», вып. 42). — ISBN 978-5-903816-01-9.